# Paris, je t'aime
Paris, je t'aime es una película francesa de 2006 dirigida por varios directores de distintas nacionalidades, entre los que se encuentran los hermanos Coen, Isabel Coixet, Wes Craven, Alfonso Cuarón, Christopher Doyle, Walter Salles, Alexander Payne y Gus van Sant. Está compuesta de dieciocho cortometrajes, cada uno de los cuales sucede en un barrio distinto de la ciudad de París. 
Además cuenta con la participación de reconocidos actores como Natalie Portman, Elijah Wood, Nick Nolte, Juliette Binoche, Willem Dafoe, Bob Hoskins, Gérard Depardieu y  Steve Buscemi, entre otros.
Cuenta con una versión estadounidense, New York, I Love You, estrenada en 2009.

## Sinopsis
La ciudad de París es vista a través de los directores más destacados de la actualidad, quienes cuentan dieciocho historias, formando un caleidoscopio de relatos que tienen en común la ciudad y las distintas manifestaciones del amor.

## Temática
El amor se respira en cada uno de los rincones de París. Diferentes historias sobre la alegría, los encuentros inesperados, las separaciones, etc.
Una película que muestra varias facetas del amor, las cuales no representan el amor como es visto en las mayorías de las películas, sino también el amor de familia, de una madre a un hijo, el amor perdido, el amor perverso y cruel, pero también la felicidad del amor.

## Composición
La película está integrada por 18 cortometrajes, representando cada uno a un arrondisssement o distrito de París. Los 18 arrondisssements o distritos recorridos, con su respectiva descripción, son los siguientes:
| Segmento                      | Distrito      | Director(a)                          | Escritor(a)                                               | Descripción | Actores                                                |
| ----------------------------- | ------------- | ------------------------------------ | --------------------------------------------------------- | --- | ------------------------------------------------------ |
| «Montmartre»                  | 18.° distrito | Bruno Podalydès                      | Bruno Podalydès                                           | Un hombre aparca su auto en una calle Montmartre y reflexiona sobre cómo las mujeres que pasan por su coche todas parecen ser "tomadas". Entonces una mujer transeúnte se desmaya cerca de su coche, y él viene en su ayuda. | Bruno Podalydès, Florence Muller                       |
| «Quais de Seine»              | 5.° distrito  | Paul Mayeda Berges y Gurinder Chadha | Paul Mayeda Berges y Gurinder Chadha                      | Un joven sale con dos amigos quienes se burlan de todas las mujeres que van por el camino, al final entabla una amistad con una joven musulmana. | Cyril Descours, Leïla Bekhti                           |
| «Le Marais»                   | 4.° distrito  | Gus Van Sant                         | Gus Van Sant                                              | Un cliente de una imprenta se siente atraído por el empleado, y trata de explicarle que cree ser su alma gemela, sin darse cuenta de que el chico no habla francés. | Gaspard Ulliel, Elias McConnell, Marianne Faithfull    |
| «Tuileries»                   | 1.° distrito  | Joel e Ethan Coen                    | Joel e Ethan Coen                                         | Una comedia en la cual un turista americano que espera el metro en la Estación de Tuileries se ve envuelto en un conflicto entre una extraña y joven pareja, tras haber roto la regla de no mirar a los ojos a la gente en el metro. | Steve Buscemi, Axel Kiener, Julie Bataille             |
| «Loin du 16e»                 | 16.° distrito | Walter Salles y Daniela Thomas       | Walter Salles y Daniela Thomas                            | Una joven inmigrante que trabaja como niñera le canta a su bebé en español «Qué linda manita» justo antes de dejarle en la guardería. Después toma varias combinaciones de transporte público para llegar a su lugar de trabajo, donde cuida al bebé de una familia adinerada. Le canta esa misma canción al bebé. | Catalina Sandino Moreno                                |
| «Porte de Choisy»             | 13.° distrito | Christopher Doyle                    | Christopher Doyle, Rain Kathy Li y Gabrielle Keng Peralta | Una comedia en la que un vendedor de productos de belleza hace una visita a un salón de Chinatown dirigido por una mujer que resulta ser una cliente difícil. | Barbet Schroeder, Li Xin                               |
| «Bastille»                    | 12.° distrito | Isabel Coixet                        | Isabel Coixet                                             | Preparado a dejar a su mujer por una amante mucho más joven, Marie Christine, un hombre llamado Sergio decide quedarse con su mujer al saber que ha sido diagnosticada con leucemia terminal. Durante el tiempo que les queda, él redescubre el amor que un día sintió por ella. | Leonor Watling, Sergio Castellitto, Miranda Richardson |
| «Place des Victoires»         | 2.° distrito  | Nobuhiro Suwa                        | Nobuhiro Suwa                                             | Una madre, de luto por la muerte de su hijo pequeño, se siente reconfortada por un vaquero mágico. | Juliette Binoche, Willem Dafoe, Martin Combes          |
| «Tour Eiffel»                 | 7.° distrito  | Sylvain Chomet                       | Sylvain Chomet                                            | Un niño cuenta la historia de cómo sus padres, ambos mimos, se conocieron en la cárcel y se enamoraron. | Paul Putner, Yolande Moreau                            |
| «Parc Monceau»                | 17.° distrito | Alfonso Cuarón                       | Alfonso Cuarón                                            | Un hombre maduro y una mujer más joven se encuentran en la calle en respuesta a una cita acordada; pero a una tercera persona (a la que se refieren como "Gaspard"), cercano a la mujer, parece no hacerle gracia. A medida que avanza la conversación mientras van paseando se revela que la chica es en realidad la hija del hombre, y que Gaspard es el hijo de ella. Este cortometraje es un plano secuencia: fue rodado en una sola toma, de unos cinco minutos de duración y sin cortes, y no hay primeros planos. Cuando los personajes pasan junto a una videoteca se pueden ver en el escaparate varios carteles de películas de los otros directores de "Paris, je t'aime". | Nick Nolte, Ludivine Sagnier                           |
| «Quartier des Enfants Rouges» | 3.° distrito  | Olivier Assayas                      | Olivier Assayas                                           | Una actriz americana obtiene un hachís especialmente fuerte de un traficante que le gusta. | Maggie Gyllenhaal, Lionel Dray                         |
| «Place des fêtes»             | 19.° distrito | Oliver Schmitz                       | Oliver Schmitz                                            | Un hombre agonizante producto de una herida mortal es atendido por la mujer que acude recurridamente a sus pensamientos en una especie de bucle temporal. El hombre solicita tomarse un café con ella. El café llega cuando él ya ha muerto. | Seydou Boro, Aïssa Maïga                               |
| «Pigalle»                     | 9.° distrito  | Richard LaGravenese                  | Richard LaGravenese                                       | Una pareja madura se encuentra en un bar de intercambio y representa el rol de cliente y prostituta para mantener viva la chispa en su relación. | Bob Hoskins, Fanny Ardant                              |
| «Quartier de la Madeleine»    | 8.° distrito  | Vincenzo Natali                      | Vincenzo Natali                                           | Un chico aterrorizado asiste al ataque de una vampira a una mujer. Ella se acerca a él dispuesta a atacarlo pero no lo realiza. Él, decepcionado, corta una botella y se practica una cortada en un brazo. No obstante, pierde el conocimiento y muere cayendo unas escaleras. La vampira le da de beber de su sangre y lo convierte en vampiro también. El relato finaliza en una mordida recíproca entre ambos. | Elijah Wood, Olga Kurylenko                            |
| «Père-Lachaise»               | 20.° distrito | Wes Craven                           | Wes Craven                                                | Mientras visita el cementerio Père Lachaise, una joven rompe con su prometido, quien luego se redime con la ayuda de los consejos del fantasma de Oscar Wilde. | Emily Mortimer, Rufus Sewell, Alexander Payne          |
| «Faubourg Saint-Denis»        | 10.° distrito | Tom Tykwer                           | Tom Tykwer                                                | La historia de un chico invidente con una joven actriz que empiezan una historia de amor luego de encontrarse accidentalmente. En el relato se muestra a gran velocidad el transcurrir de su romance marcada por las habilidades histriónicas de la joven actriz. | Natalie Portman, Melchior Derouet                      |
| «Quartier Latin»              | 6.° distrito  | Frédéric Auburtin y Gérard Depardieu | Gena Rowlands                                             | Una pareja separada se reúne en un bar para tomar una última copa antes de que se divorcien oficialmente. | Ben Gazzara, Gena Rowlands, Gérard Depardieu           |
| «14e arrondissement»          | 14.° distrito | Alexander Payne                      | Alexander Payne y Nadine Eid                              | Una mujer americana y solitaria retrata la profunda experiencia que le ocasionó viajar a París. En un momento de reflexión afirma que siente felicidad y tristeza simultáneamente. Concluye con que se ha enamorado de la ciudad y la ciudad de ella. | Margo Martindale                                       |